# Carré (taglio di carne)

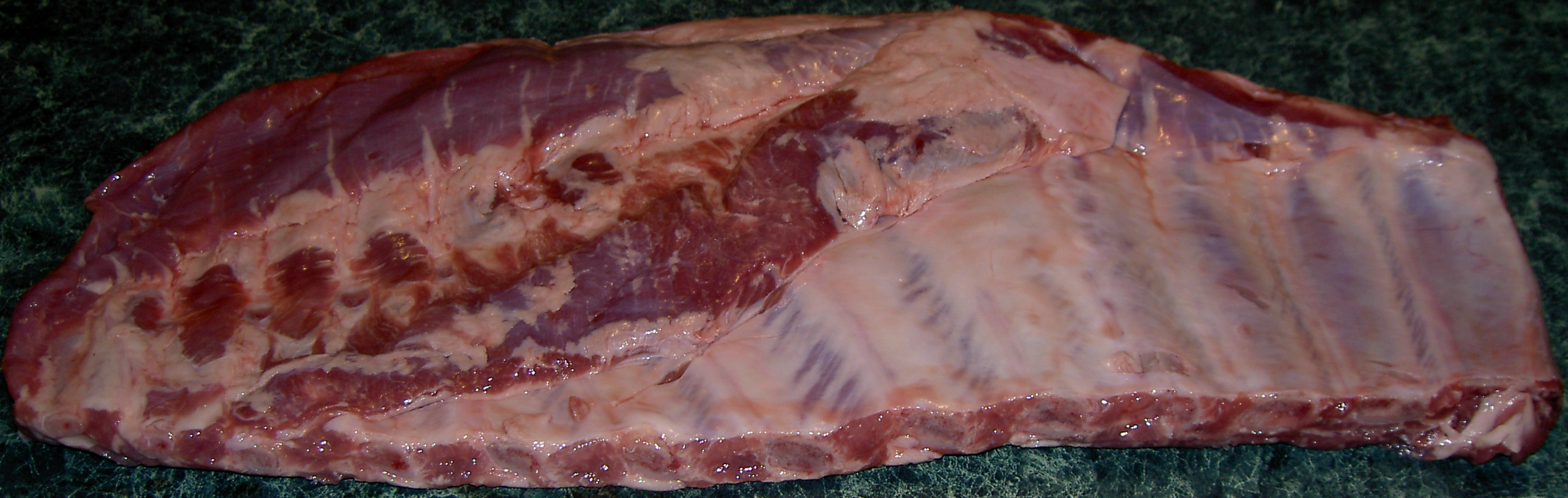
Taglio di carré di maiale

Carré (spare ribs in lingua inglese, Schälrippchen in lingua tedesca, carré in lingua francese) è un nome culinario che indica un insieme di costole e relativa carne loro attaccata, di animali quali maiali, montoni e vitelli o manzi. Esso costituisce una delle parti meno pregiate dei tagli dei rispettivi animali da carne e si tratta in particolare delle costole che coprono polmoni ed intestino. Intorno a queste ossa e nel loro framezzo sono presenti strati non molto spessi di carne, che ne costituiscono la parte edule. 
Il carré viene cucinato prevalentemente sulla griglia, in particolare quello di suino, ma può essere anche cotto al forno o in padella.

## Galleria d'immagini

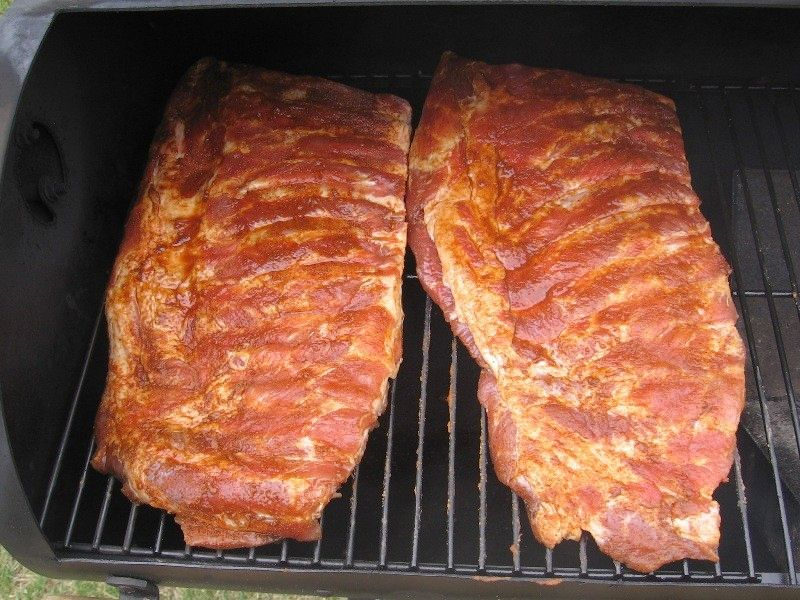
Barbecue di carré
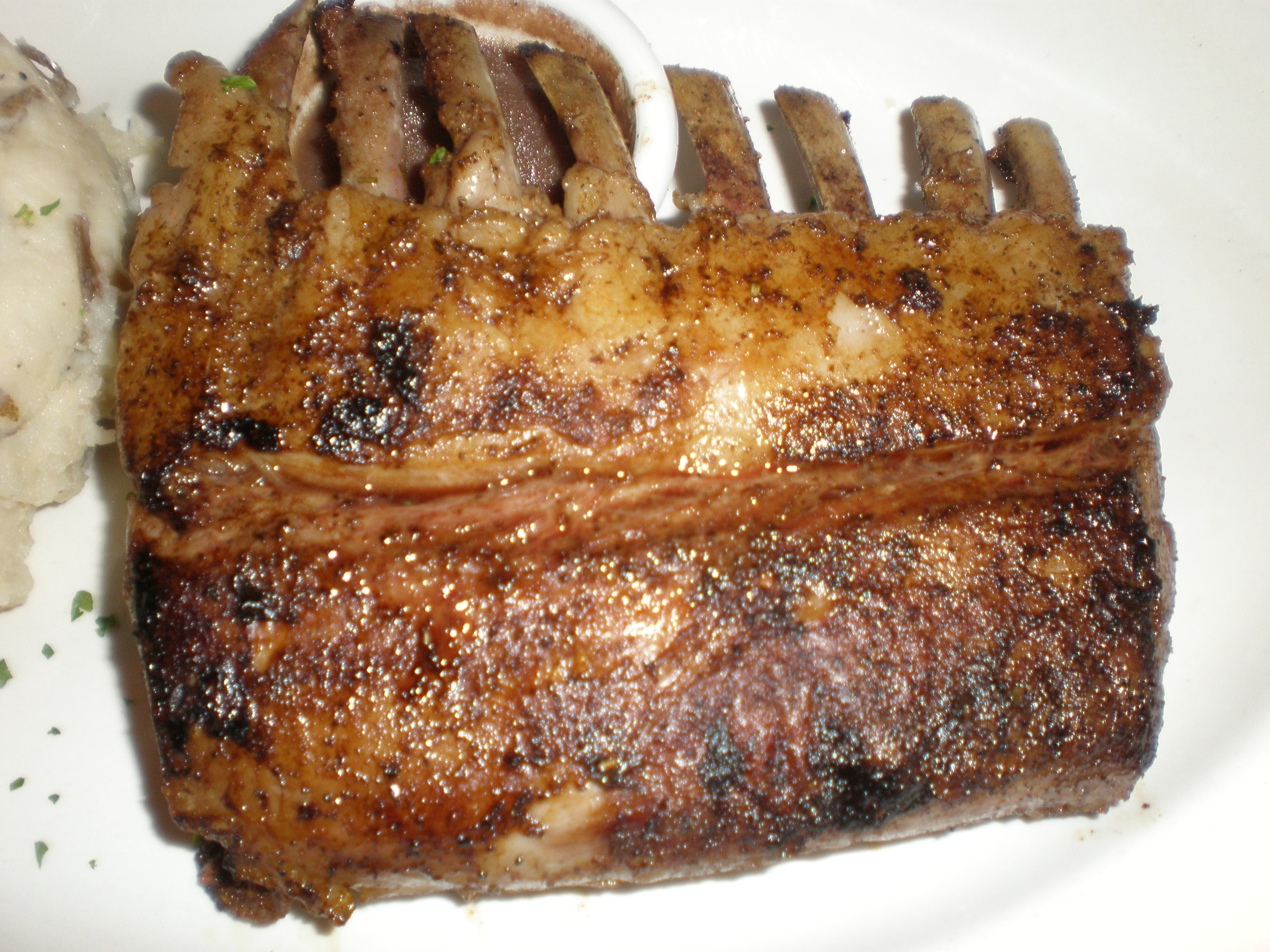
Carré d'agnello arrosto
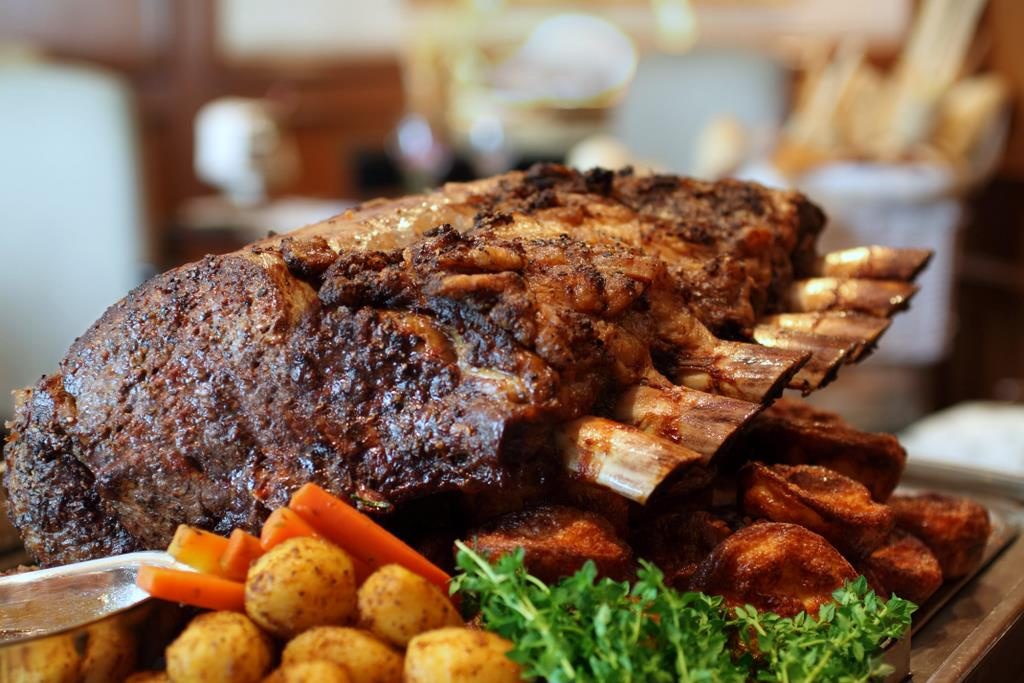
Carré di bue arrosto
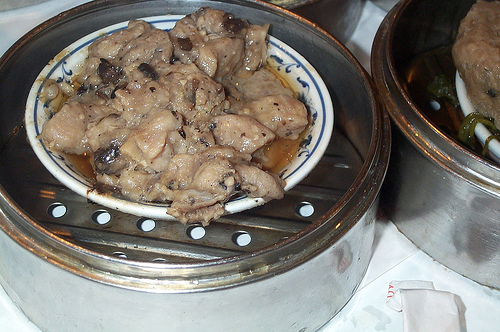
Una pentola di  paigu al vapore con legumi fermentati, piatto a base di carré del dim sum (cucina cantonese)